# José María García Lahiguera
José María García Lahiguera (Fitero, 9 marzo 1903 – Madrid, 14 luglio 1989) è stato un arcivescovo cattolico spagnolo.

## Biografia
Ordinato prete nel 1926, fu direttore spirituale del seminario di Madrid e vicario generale dell'arcivescovo.
Durante la guerra civile spagnola si dedicò a risolvere i problemi della città e, nel 1938, fondò la congregazione delle suore oblate di Cristo Sacerdote, per la santificazione del clero.
Fu vescovo ausiliare di Madrid dal 1950, poi vescovo di Huelva dal 1964 e nel 1969 fu trasferito alla sede metropolitana di Valencia.

## Genealogia episcopale e successione apostolica
La genealogia episcopale è:
- Cardinale Scipione Rebiba
- Cardinale Giulio Antonio Santori
- Cardinale Girolamo Bernerio, O.P.
- Arcivescovo Galeazzo Sanvitale
- Cardinale Ludovico Ludovisi
- Cardinale Luigi Caetani
- Cardinale Ulderico Carpegna
- Cardinale Paluzzo Paluzzi Altieri degli Albertoni
- Papa Benedetto XIII
- Papa Benedetto XIV
- Cardinale Enrico Enriquez
- Cardinale Francisco de Solís Folch de Cardona
- Vescovo Agustín Ayestarán Landa
- Arcivescovo Romualdo Antonio Mon y Velarde
- Cardinale Francisco Javier de Cienfuegos y Jovellanos
- Cardinale Cirilo de Alameda y Brea, O.F.M.
- Cardinale Juan de la Cruz Ignacio Moreno y Maisanove
- Cardinale José María Martín de Herrera y de la Iglesia
- Patriarca Leopoldo Eijo y Garay
- Arcivescovo José María García Lahiguera

La successione apostolica è:
- Vescovo Jesús Pla Gandía (1971)
- Vescovo José Gea Escolano (1971)
- Vescovo Antonio Vilaplana Molina (1976)